# Sassi Ritti
Le petit complexe mégalithique de Sassi Ritti est situé sur l'île d'Elbe, non loin de San Piero in Campo, une frazione de la commune de Campo nell'Elba, en Toscane, en Italie. Il se trouve proche de la nécropole villanovienne de Lo Spino, à une altitude de 327 m.

## Description
Les quatre menhirs aniconiques composaient initialement un alignement de monolithes orientés nord-sud.

## Interprétation
Cet ensemble est peut-être inspiré par un culte solaire qui existait alors en Corse (Alignement d'I Stantari) et en Sardaigne (Complexe archéologique de Pranu Muttedu).

## Alentours
Des sépultures et des outils en obsidienne sarde du Mont Arci ont été découverts à proximité du site.
Non loin du site archéologique, dans la zone de Moncione, se trouvent une cabane en pierre (Caprile elbano (it)) construite par Mamiliano Martorella vers 1930 à des fins agricoles, ainsi qu'un grand moulin hydraulique (Mulino di Moncione) agrandi après 1890 par le propriétaire foncier local Pompeo Battaglini.

## Galerie

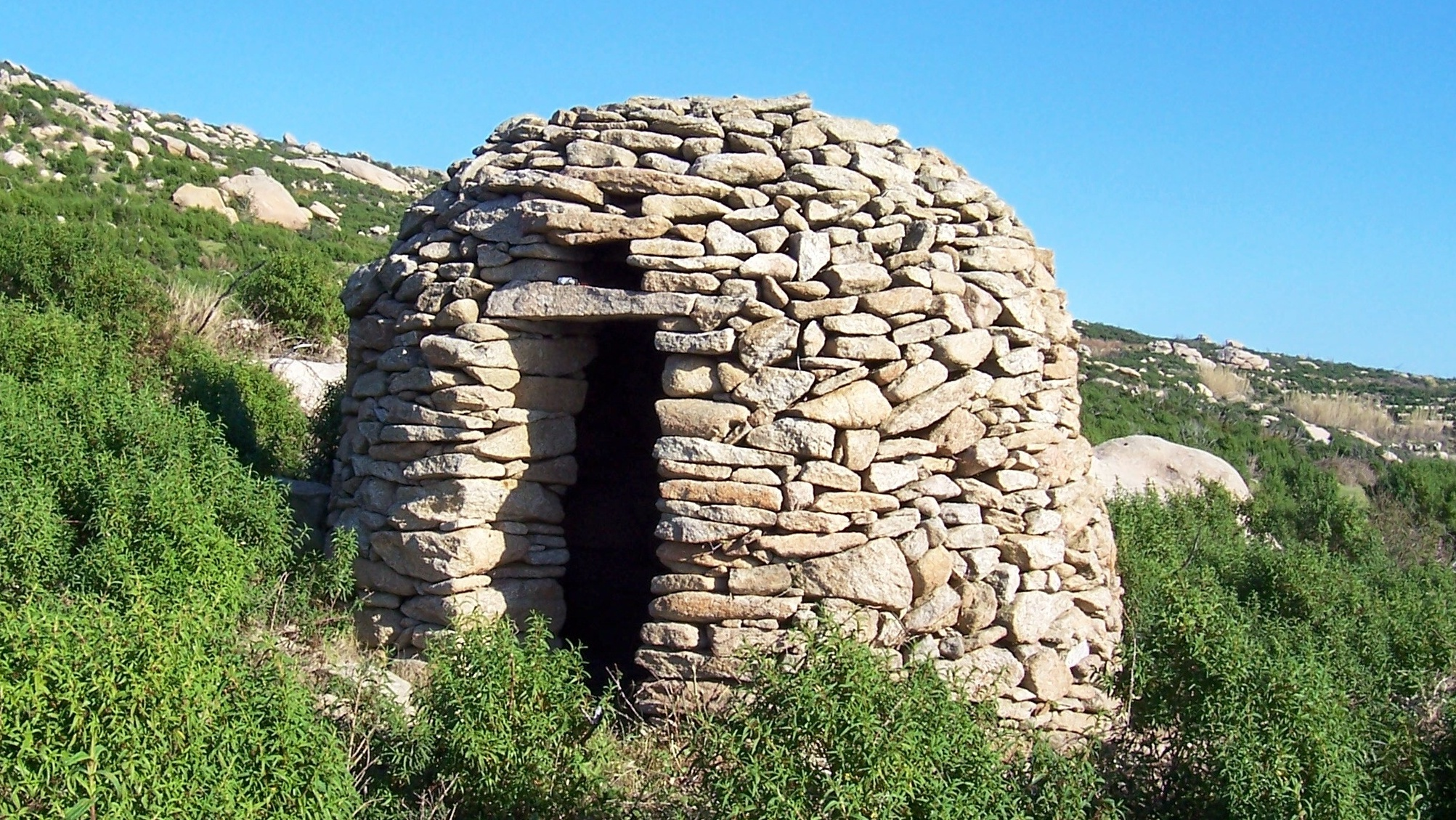
Cabane de pierre de Moncione